# 李龙天
李龙天（1928年10月8日—2013年5月25日），1928年出生于上海，江苏松江人。著名汽车制造专家，曾任南京汽车厂（现南京汽车集团）总工程师、厂长。

## 早年经历
李龙天幼年生活在上海，小学二年级时，随父亲工作调动到南京定居。抗日战争爆发后，全家到四川避难，后就读于成都县立中学。1945年，当时正读高中二年级的李龙天以同等学历被西南联大机械系录取。不久抗战胜利，西南联大解散，三所学校（北京大学，清华大学，南开大学）分别迁回北京、天津。李龙天听从了同样毕业于西南联大的哥哥、著名计算机专家李华天的建议，保留一年学籍，读完高三，于次年（1946）正式进入清华大学机械系学习。在大学期间，李龙天选修了后来成为清华大学首任汽车教研组主任的宋镜瀛教授的汽车工程课，开始与汽车结缘。大三那年，李龙天被派到沈阳一个修理厂参加暑期实习，拆修外国汽车。当时正值全国解放，年轻的李龙天意识到中国汽车工业的落后，下决心为新中国的汽车工业贡献自己的力量。

## 汽车生涯
1950年，李龙天从清华大学毕业，最初被分配到焦作煤矿，随后又被重新分配到刚刚成立的重工业部汽车工业筹备组。当时汽车工业筹备组的成员包括中国汽车工业创始人、中国科学院院士孟少农，原一机部副部长、中国汽车工业公司总经理郭力，以及当时刚刚从苏联回国的汽车专家、原中国汽车工业公司副总经理江泽民。也正是在这个时候，李龙天被指定主攻汽车齿轮。当时，中国的工业物资主要由苏联援助，可是做汽车后牙包里的螺旋伞齿轮的设备，苏联自己也无法生产，需要从美国进口。在当时的条件下，李龙天和同事们只能从各种途径找英文图书资料进行研究，并专门前往抚顺研究齿轮加工设备。
1952年，李龙天申请参加了当时第一汽车制造厂（现中国第一汽车集团）的筹建，来到了吉林长春。那时的李龙天，白天进行技术攻关，晚上自学俄语、翻译俄文资料和说明书。到1955年，他已成为厂里有名的技术标兵，并担任了底盘车间技术科副科长和齿轮工部的主管工艺师。也正是在这一年，李龙天先后被评为长春市、吉林省劳模，和全国青年社会主义建设积极分子，并参加了全国先进工作者大会。1958年，李龙天被调到工艺处生产准备科，开始接触技术管理和组织方面的工作。大跃进其间，李龙天与当时担任工艺处处长的陈祖涛成为工艺系统批判“右倾”思想的两大重点人物。
文化大革命开始后，李龙天被抽调到当时的第二汽车制造厂（现东风汽车集团），担任二汽总指挥部设备组副组长。与他同行的，还有在一汽的老上司陈祖涛。当时二汽出于战备需要，选址在鄂西北的山城十堰，交通十分不便，设备与物资往来均要通过百多公里外的中转仓库，这也为设备工作带来很大的困难。不但如此， 外国公司来二汽考察，也只能先到武汉，再通过其他交通工具到达十堰。在二汽其间，李龙天担任总师室总工艺师，并参与了三汽的筹备工作。当时的三汽筹备组组长，是后来担任国务院副总理的李岚清。
80年代初，三汽下马，筹备组的工作人员也都回到了原单位。1981年，李龙天被任命为南京汽车厂总工程师，并在两年之后担任南汽厂长一职。在厂长任内，李龙天以极为优惠的价格购进了日本五十铃的一套驾驶室模具，并以无偿获得动态技术为条件，进口了4万辆五十铃轻卡，以此为契机，带动了中国的轻卡产业。也正是在南汽厂长任内，李龙天引进了意大利菲亚特公司的依维柯轻型汽车，1991年，南汽依维柯正式下线。1993年，李龙天从南汽离休。

## 家庭
李龙天在家中排行老四，有两个哥哥一个姐姐。其长兄是我国著名计算机专家，东北大学原副校长李华天教授；其姐夫是我国著名机械专家，东北大学机械系前主任徐灏教授。李龙天离休后一直在南京居住，妻子段蕴华，退休前在南汽职工医院（现南京康爱医院）工作，两人育有两女一子。长女李虬玉与丈夫退休前在东风商用车技术中心工作；次女李虹玉曾任南汽技术情报科科长，女婿陆振新，曾任南汽集团副总经理；儿子李伟彦，现任南京尔彦数控设备技术有限公司总经理。

## 去世
李龙天于2013年5月25日在南京去世，享年86岁。